# 필리프 1세 드 부르고뉴 공작

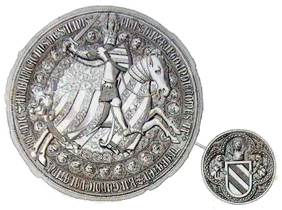

부르고뉴 공작 필리프 1세(1346년 ~ 1361년 11월 21일)는 1347년부터 부르고뉴 백작이자 아르투아 백작, 1349년부터 부르고뉴 공작, 1360년부터 오베르뉴와 불로뉴 백작이다. 그는 부르고뉴 공국의 후계자이자 필리프와 오베르뉴와 불로뉴의 상속녀인 잔 1세의 외아들이었다.

## 생애
아버지는 부르고뉴의 필리프이고 어머니는 오베르뉴 백작인 잔 1세이다. 아버지는 부르고뉴 공작 오도 4세와 부르고뉴 백작부인 잔 3세 사이에서 태어난 유일한 자녀였다. 필리프는 불과 한 살 때인 1347년에 부르고뉴 백작령과 아르투아 백작령에서 그의 할머니로부터 계승했다. 세 살 때인 1349년에 할아버지를 이어 부르고뉴 공작이 되었다. 1360년에는 어머니로부터 오베르뉴 백작령과 불로뉴 백작령을 상속받았다.
1355년 필리프는 플랑드르 백작 루이 드 말(Louis de Mále)의 딸인 담피에르 가문 마가레타와 결혼했다. 이 결혼으로 1357년에  플랑드르, 느베르, 레텔, 앤트워프 백작령과 브라반트, 림부르크 공작령 상속을 약속 받았다. 이 땅의 대부분은 저지대에 위치해 있었다.
어머니 잔 1세는 프랑스 왕 장 2세와 재혼하여 프랑스의 여왕이 된후 1360년 9월 사망할 때까지 필리프의 후견인으로 부르고뉴를 다스렸다. 같은 해 10월 20일 필리포는 성년이 되었다.

## 사망과 계승
1361년 필리포는 승마 사고로 사망했다. 프랑스 왕 장 2세는 1363년에 부르고뉴 공작령을 왕실에 귀속시킨후 그의 막내아들 필리프 2세를 부르고뉴 공작으로 임명하며, 공작령을 왕자령으로 주었다. 1469년에 부르고뉴 공작 필리프 2세는 담피에르 가문의 마가레타와 재혼하였다. 1384년 마가레타의 아버지 플랑드르 백작 루이 2세가 사망하자, 그녀와 필리프 2세는 아르투아, 부르고뉴, 플랑드르, 느베르, 레텔 백작령을 상속받았다.